# مامكاوة
مامكاوة هي قرية في مقاطعة سردشت، إيران. يقدر عدد سكانها بـ 348 نسمة بحسب إحصاء 2016.